# Jane Catherine Bonar
Jane Catherine Bonar, född Lundie 1821, död 1884, var en skotsk psalm- och sångförfattare.  Hon gifte sig med Horatius Bonar 1843.

## Psalmer
- Nu är min träldom slut i Sionstoner 1935 som nr 373 under rubriken "Nåden ordning: Trosliv och helgelse". Med inledningen Blekna, all jordisk fröjd, som nr 257 i Hemlandssånger 1891 under rubriken "Tron".

Clara Ahnfelts översättning,  Nu är min träldom slut, publicerades i Sionstoner 1889. Den är också med som nr 359 i Lova Herren 1988 under rubriken "Frälsningens mottagande genom tron."
Översättningar till svenska finns av den engelska texten Pass away, earthly joy, Jesus is mine senare titel Fade, fade, each earthly joy, Jesus is mine!, diktad 1845 (Nr 661 i The Church Hymn book 1872).